# Gavino Tilocca
Gavino Tilocca (Sassari, 13 maggio 1911 – Sassari, 1º dicembre 1999) è stato uno scultore, ceramista e pittore italiano.

## Biografia
Nasce a Sassari il 13 Maggio del 1911. Fin da giovanissimo mostra una predisposizione per il disegno ed il modellato, che coltiva con la frequentazione del laboratorio del padre marmista. Adolescente si occupa dei progetti di diverse commissioni affidate alla bottega paterna. Terminati gli studi superiori, è a Carrara, dove, ammesso all'Accademia di belle arti, frequenta il corso di scultura, sotto la guida di Arturo Dazzi. Si diploma nel 1932, scolpendo, come prova finale, un Marciatore di dimensioni monumentali.
Fa ritorno in Sardegna, stabilendosi fra Sassari e Cagliari. Durante gli anni Trenta è presente in diverse rassegne espositive regionali e nazionali : VII Mostra Interprovinciale Sindacale (1936, Primo premio per la scultura), Biennale di Venezia (1940), III Mostra Sindacale Nazionale a Milano, III Quadriennale romana (1939).
Ottiene diverse commissioni pubbliche : vince il concorso per realizzare una statua di grandi dimensioni, raffigurante la Santa Barbara, per la parrocchiale della nascente città di Carbonia (1938) ; nel 1940 è impegnato nella realizzazione di una targa commemorativa per i caduti di guerra dell’Istituto Agrario di Cagliari ; fra il 1940 e 1941, assieme ad Eugenio Tavolara, che aveva progettato l'opera, realizza " I 10 comandamenti" pannelli eseguiti in pietra di Padria, che adornano l’aula della Corte d’Assise del Tribunale di Sassari.
Nel 1942 esegue un grande pannello di cemento, Artieri al lavoro, acquisito poi dal Museo del Genio Militare di Roma. Tilocca presta servizio come ufficiale, durante la seconda guerra mondiale, proprio nel corpo del Genio.
Dopo la fine delle ostilità belliche, a cavallo degli anni cinquanta, scopre la pittura e vi si dedica con buona costanza, ottenendo riconoscimenti in esposizioni isolane e non : primo Premio ex-acqueo al Concorso Nazionale di Pittura di Sassari (1951), Tavolozza d'Argento al Premio Michetti a Francavilla al Mare (1952, 1953, 1954).
A metà degli anni cinquanta l'architetto Vico Mossa gli propone di realizzare un pannello decorativo in ceramica per il centro Antitubercolare di Tempio. Tilocca, fondamentalmente digiuno della materia, intraprende un percorso di studio che lo porta prima ad Albisola, uno dei centri chiave dell'attività ceramica in quegli anni in Italia, dove visita le numerose botteghe e ha l'occasione di confrontarsi con molti degli artisti che si dedicano all'artigiano d’arte, fra cui Aligi Sassu, e poi a Roma e Firenze, dove acquista un forno per la lavorazione del materiale. Già nel 1955 espone a Cagliari oltre 100 pezzi della nuova produzione, figure stilizzate, ispirate al mondo nuragico. Nel 1956 realizza un gruppo di figure in pietra per la facciata del Padiglione dell'Artigianato di Sassari (opera poi vandalizzata).
Nel 1958 è presente alla XII Mostra Mercato Internazionale dell'artigianato a Firenze (vince la medaglia d’oro) e alla XIII Mostra Nazionale dell’arredamento di Monza (anche in questo caso ottiene la medaglia d’oro con "Pastore su toro", ceramica monocroma). Continua l’attività espositiva, con una personale alla galleria Il Cenacolo di Cagliari, nel 1959, e nello stesso anno è presente alla XXII Mostra Internazionale dell’artigianato di Firenze, alla XVI Mostra Nazionale dell’Arredamento di Monza (vince il I° premio per la ceramica), nel 1960 al XVII Concorso Nazionale della Ceramica di Faenza (ottiene il Premio dell’Ente Provinciale del Turismo di Ravenna con "Antico Guerriero su Toro" ).
Nel 1960, Mauro Manca è chiamato a dirigere l’Istituto d’Arte cittadino. Manca affida a Tilocca la direzione del laboratorio di ceramica, che manterrà per diversi lustri. Nello stesso anno espone delle opere scultoree in una personale alla Galleria il Cancello di Sassari .
Nel 1961 al Concorso Nazionale per la Ceramica di Faenza vince il Premio del Ministero dell’Industria e del Commercio. Nel 1962 espone alla Biennale d’Arte per la Ceramica di Gubbio, dove riceve la medaglia d’oro dell’azienda del Turismo di Perugia con una "Madonna con Bambino" e ancora al Concorso per la Ceramica di Faenza, vincendo il Premio Ballardini . Nel 1963 partecipa al I Concorso della Ceramica d’Arte di Cervia (vince la medaglia d’oro “D.Mantellini”). Nel 1965 vince il I° premio al Concorso Nazionale della Ceramica d’Arte di Laveno Montebello.
Durante gli anni Sessanta gli vengono affidate diverse commissioni pubbliche di decorazione architettonica : la facciata della scuola media di Porto Torres (1961), la facciata e alcune decorazioni interne per le scuole medie di Thiesi (1963), la Stele per i Caduti di Bonnannaro, un pannello di 12 metri per la scuola di Villanova Montelone.
Negli anni Settanta Tilocca lascia gradualmente l’attività ceramica, abbandonandola completamente già alla metà del decennio. Realizza il rilievo in pietra per la chiesa di San Gavino a Porto Torres, un bassorilievo per Monsignor Mazzotti nel Duomo di Sassari, il ritratto di Salvator Ruiu per l’omonima piazza sassarese, poi anche la statua equestre del San Gavino della Fontana del Rosello in Sassari.
Dopo avere lasciato l’Istituto d’Arte nel 1976, Tilocca dirada l’attività espositiva, con alcune personali fra Cagliari e Sassari fra gli anni Ottanta e Novanta.
Nel 1997 gli viene dedicata una retrospettiva antologica all’ExMa di Cagliari, esposizione poi replicata l’anno successivo al Palazzo della Provincia di Sassari. Muore a Sassari il 1º dicembre 1999.
Negli anni Duemila la sua opera "La Cavalcata Sarda", composta da numerose statue ceramiche smaltate, di piccole dimensioni, di proprietà della Camera di Commercio di Sassari e ivi ubicata, è stata utilizzata come immagine per le campagne pubblicitarie della stessa manifestazione isolana.
Nel Novembre del 2013 si è tenuta al MAN di Nuoro una retrospettiva (oltre 100 pezzi) delle sue opere ceramiche .
Nel Giugno del 2014 sue opere sono presenti nella mostra collettiva " La ceramica che cambia " al MIC di Faenza .